# NGC 4356
NGC 4356 = IC 3273 ist eine aktive Spiralgalaxie mit ausgedehnten Sternentstehungsgebieten vom Hubble-Typ Sc im Sternbild Jungfrau an der Ekliptik. Sie ist schätzungsweise 48 Millionen Lichtjahre von der Milchstraße entfernt und hat einen Durchmesser von etwa 45.000 Lichtjahren. Die Galaxie ist unter der Katalognummer VCC 713 als Mitglied des Virgo-Galaxienhaufens gelistet.
Im selben Himmelsareal befinden sich u. a. die Galaxien NGC 4318, NGC 4415, IC 3245, IC 3271.
Das Objekt wurde am 28. Dezember 1785 von dem deutsch-britischen Astronomen Wilhelm Herschel entdeckt.